# Ben-Zion Orgad
Ben-Zion Orgad (en hébreu : בן ציון אורגד, né Ben-Zion Büschel à Gelsenkirchen, Allemagne le 21 août 1926 et décédé à Tel Aviv, Israël le 28 avril 2006) est un compositeur israélien.  

## Biographie
Sa famille a émigré en 1933 dans la Palestine mandataire, où il a commencé à prendre des leçons de violon en 1936. De 1942 à 1946, Orgad a étudié le violon et la composition avec Rudolf Bergmann et Paul Ben-Haim à Tel Aviv et en 1947 avec Josef Tal à Jérusalem. Dans les années 1949, 1952, et 1961, il a pris des cours de composition au Berkshire Music Center (en) à Tanglewood, avec Aaron Copland et d'autres. De 1960 à 1962, il a étudié la composition à l'Université Brandeis à Waltham.
À partir de 1956, Orgad a été employé par le Ministère israélien de l'Éducation, au département de l'enseignement de la musique.  
Ses compositions comprennent surtout de la musique pour chœur et des mélodies, mais il a aussi écrit des œuvres pour orchestre et de la musique de chambre.

## Distinctions
- En 1952, Orgad a reçu le Prix Koussevitzky de l'UNESCO.
- En 1961,  il a reçu le  Prix Joel Engel à Tel Aviv.
- En 1997, il a reçu le Prix Israël, pour sa musique[2].